# Spurgia macrorrizae
Spurgia macrorrizae är en tvåvingeart som beskrevs av Fedotova 1996. Spurgia macrorrizae ingår i släktet Spurgia och familjen gallmyggor.
Artens utbredningsområde är Kazakstan. Inga underarter finns listade i Catalogue of Life.